# Royal Pirates
Royal Pirates (hangeul: 로열 파이럿츠) est un groupe de rock coréano-américain qui a débuté en 2013. Le groupe se constitue de Kim Moon-chul (chant, guitare), EXSY (batterie) et James Lee (guitare basse).

## Membres
Royal Pirates a quatre membres. James Lee (Lee Joo-hyun 이주현) joue de la guitare basse et est le claviériste. Moon Kim (Kim Moon-chul 김문철) est le chanteur principal et joue de la guitare. EXSY (Kim Soo Yoon) joue de la batterie. L'ex-membre Richard Kim (qui était présent quand le groupe s'appelait encore Fading From Dawn) est décédé.

## Histoire

### 2004-2008: Fading From Dawn
Le groupe était anciennement connu sous le nom de Fading From Dawn de 2004 avec le chanteur-guitariste Kim Moon-chul, le batteur Soo-yoon (qui a plus tard changé de nom de scène pour EXSY) et le bassiste Richard Kim, le grand frère de Moon-chul. Ils ont eu l'habitude de jouer à plusieurs événements coréens en Californie, comme par exemple l'annuel Korean Festival dans le comté d'Orange. Après la mort de Richard en avril 2008 lors d'un accident de voiture à Pomona en Californie, ils ont rarement joué en live vu qu'ils n'avaient plus de bassiste. Ils ont changé leur nom de groupe au profit de Royal Pirates, car ils ne pouvaient plus être Fading From Dawn sans Richard.

### 2009-2012: Popularité, YouTube et sortie de démos
Avec leur talent et leur originalité, Royal Pirates a gagné en gloire sur YouTube en y postant des covers. En septembre 2008, Moon-chul et Soo-yoon postent leur premier cover de "Time is Running Out" de Muse sur leur compte YouTube. Après ça, ils ont continué à mettre en ligne des versions rock de chansons comme "Nobody" des Wonder Girls, "Mirotic" de DBSK et "Circus" de Britney Spears, la dernière ayant même atteint 18 000 vues en deux semaines et a même figuré sur la page d'accueil de Britney.
Leur première démo originale sortie sur Internet était "Royal Villain". "Like Butterflies" de Soo-yoon est sortie peu de temps après.
En mai 2009, Royal Pirates apparaissent sur la chaîne de news coréenne YTN où ils ont été présentés comme un groupe indépendant de rock qui est devenu la coqueluche de YouTube, obtenant plus de 10 000 vues sur leurs instrumentales pleines de force et leurs brillantes vidéos.
Ils ont fait un cover de la chanson "Sorry Sorry" des Super Junior au printemps 2009 et après la publication de la vidéo sur le site coréen Cyworld, le groupe a reçu une invitation de la part du scénariste de Star King pour apparaître dans son émission. Cependant, le groupe a décliné car ils étaient "en conflit majeur avec l'école" et "planifier était difficile pour les deux". Aussi, ils ne voulaient pas laisser l'image d'un "groupe qui fait des covers" au monde et à la Corée.
James Lee rejoint Royal Pirates en tant que bassiste en septembre 2009 et en octobre 2009, Royal Pirates apparaissent sur la chaîne KOME afin de présenter ce nouveau membre.
En mars 2010, Royal Pirates sortent le clip de leur nouvelle chanson originale et démo "Disappear". Ils ont déclaré que "Ce n'est pas les vrais débuts de Royal Pirates. Ce clip a été fait de manière indépendante pour les fans et pour promouvoir le groupe."

### Depuis 2013: Débuts
Royal Pirates ont fait leurs débuts coréens le 25 août 2013 à Inkigayo avec leur single digital "Shout Out".
Le 15 janvier 2014, Royal Pirates sortent leur premier EP en Corée intitulé Drawing The Line.
Le 24 mars 2014, Royal Pirates sortent leur premier album au Japon qui se nomme "Shout Out", qui inclut également des versions anglaises des morceaux Shout Out, Drawing The Line et Fly To You.
Royal Pirates ont joué sur plusieurs programmes musicaux en tant qu'invités de Kim Kyung Rok de "VOS".
Le groupe a aussi joué à une tournée mondiale avec l'acteur Lee Min Ho en tant qu'invités du Reboot: Minho Tour où ils ont joué en Corée du Sud, au Japon, en Chine et d'autres encore.
Le 27 août 2014, Royal Pirates sortent leur deuxième EP, "Love Toxic", qui inclut les versions anglaises des morceaux "Betting Everything" et "You". Le groupe a plus tard sorti une version taïwanaise deluxe de cet EP, où se trouvaient des chansons de leur EP précédent "Drawing The Line" EP, et aussi une version japonaise, qui inclut la version japonaise de la piste principale "Love Toxic".
Le 30 novembre 2015, les trois membres de Royal Pirates sont revens avec un EP de six pistes intitulé "3.3". Leur piste titre "Run Away" a eu le droit à un clip. James Lee a été victime d'un accident avant ce comeback ce qu'il l'a contraint à abandonner la basse. Il est revenu en jouant du clavier, ce que l'on peut voir dans le clip de "Run Away".
James Lee annonce son départ du groupe le 31 janvier 2017 via une lettre manuscrite publiée sur son compte Instagram.

## Discographie

### Singles digitaux
| Single # | Informations                                                                       | Tracklist |
| 1er      | Single de débuts《Shout Out》 - Date de sortie: 26 août 2013 - Langue: Coréen      |           |
| 2e       | 《Betting Everything》 - Date de sortie: 21 juillet 2014 - Langue: Coréen, anglais |           |
| 3e       | 《서울촌놈 (Seoul Hillbilly)》 - Date de sortie: 14 août 2014 - Langue: Coréen     |           |

### Mini albums
| Album # | Informations                                                                     | Tracklist |
| 1er     | 《Drawing the Line》 - Date de sortie: 15 janvier 2014 - Langue: Coréen, anglais |           |
| 2e      | 《Love Toxic》 - Date de sortie: 27 août 2014 - Langue: Coréen, anglais          |           |
| 3e      | 《3.3》 - Date de sortie: 1er décembre 2015 - Langue: Coréen, anglais            |           |

### Mini albums (Japon)
| Album # | Informations                                                                               | Tracklist |
| 1er     | Album de débuts《Shout Out (JP)》 - Date de sortie: 24 mars 2014 - Langue: Coréen, anglais |           |

### Album (Taiwan)
| Album # | Informations                                                                 | Tracklist |
| 1er     | 《LOVE TOXIC》 - Date de sortie: 19 septembre 2014 - Langue: Coréen, anglais |           |

## Filmographie

### Clips
| Date de publication | Nom du morceau                                                      |
| 25 août 2013        | Shout Out (Synth Rock Version)                                      |
| 14 janvier 2014     | Drawing The Line                                                    |
| 16 janvier 2014     | Drawing The Line (Band Version)                                     |
| 31 juillet 2014     | Betting Everything Acoustic Ver                                     |
| 13 août 2014        | 서울 촌놈 (Seoul Hillbilly)                                         |
| 26 août 2014        | 사랑에 빠져 (Love Toxic)                                            |
| 31 août 2014        | 사랑에 빠져 (Love Toxic) (Performance ver.)                         |
| 7 octobre 2014      | 사랑에 빠져 (Love Toxic) (Chinese Subbed by Universal Music Taiwan) |
| 30 novembre 2015    | Run Away                                                            |
| 28 janvier 2016     | Dangerous                                                           |

### Apparitions à des fins non-promotionnelles
| Membre(s)     | Émission |
| Royal Pirates | - Fashion King 2 Semi Finals Celebrity Appearance (SBS) - After School Club (Arirang) - Idol School (MBC)                                                                                          |
| Moon-chul Kim | - Law of the City: New York (SBS) - MBC Radio: Sim Sim Ta Pa - KBS Radio: Super Junior Kiss the Radio - KBS Radio: Yoo Ji Won's Rooftop Radio - Arirang Radio: Music Access (DJ) - Star King (SBS) |
| James Lee     | - Law of the Jungle: Indian Ocean - Dream Team Season 2 (KBS) - Star King (SBS) - America's Next Top Model: Cycle 21 (invité)                                                                      |
| EXSY          | - Star King (SBS) |

### Publicités
| Membre(s) | Publicité |
| EXSY      | - Campagne pour YAP "I'm Not Stupid": 2014 |
| James Lee | - Application mobile pour la banque ShinHan Bank: 2013 - Écouteurs Sony MDR: 2013 - Campagne pour FW Lafuma "Lafuma Effect": 2014 - Samsung Galaxy Note 4 Télécommunications: 2014 - Laneige (avec Song Hye Kyo): 2015 |

## Prix
- Energy FM KPOP-Hall of Fame Award "Love Toxic" (12 octobre-2 novembre 2014)

### Vidéos exclusives

#### RP TV
Publié sur leur chaîne YouTube officielle.